# McGillivray Ridge
McGillivray Ridge är en ås i Kanada.   Den ligger på gränsen mellan provinserna Alberta och British Columbia, i den centrala delen av landet, 3 200 km väster om huvudstaden Ottawa. 
Trakten runt McGillivray Ridge består i huvudsak av gräsmarker. Trakten runt McGillivray Ridge är nära nog obefolkad, med mindre än två invånare per kvadratkilometer.